# NGC 2698
NGC 2698 في الفهرس العام الجديد، هي مجرة، تقع في كوكبة الشجاع. اكتشفت في 11 مارس 1826 بواسطة جون هيرشل.

## روابط خارجية
- NGC 2698 على موقع ويكي سكاي: DSS2, SDSS, GALEX, IRAS, Hydrogen α, X-Ray, Astrophoto, Sky Map, Articles and images